# EU-Gipfel 2013
Der EU-Gipfel 2013 fand vom 24. bis 25. Oktober 2013 in Brüssel, Belgien, statt. Den Vorsitz hatte der Belgier Herman Van Rompuy, Präsident des Europäischen Rates.

## Themen
Das Treffen der europäischen Staats- und Regierungschefs war geprägt durch die Ereignisse. des NSA-Spähskandals und dem Bootsunglück vor Lampedusa 2013. So wurden Datenschutz, Verhaltenskodex für Spionagedienste sowie die Lage auf dem Mittelmeer spontan zu den zentralen Themen des Treffens.

### NSA-Skandal
Der NSA-Skandal – das Abhören von Angela Merkels Handy sowie das millionenfache Abfangen französischer Kommunikationsdaten – wurde zu einem zentralen Thema des Gipfels. Gleich zu Beginn des Treffens setzen sich Bundeskanzlerin Angela Merkel und der französische Präsident François Hollande zusammen, um das Vorgehen bezüglich der bevorstehenden Gespräche mit den USA zu verabreden. Dem britischen Premierminister David Cameron, dessen Nachrichtendienste eine Allianz mit den USA eingegangen waren und im Verdacht standen, in Belgien, Italien und anderen Länder spioniert zu haben, war es nach Presseberichten sehr darum gegangen, Amerikas Vorgehen nicht zu sehr anzuprangern. Er plädierte dafür, das Augenmerk auf die Zukunft zu richten und nicht auf die Vergangenheit.
Bundeskanzlerin Angela Merkel betonte, dass es bei ihrer Beschwerde über das vermeintliche Abhören ihres Handys nicht um sie selbst, sondern um die „Telefone von Millionen europäischer Bürger“ gehe, deren Privatsphäre durch US-Spionageaktivitäten gefährdet seien. Frankreich, Italien und Polen forderten, dass man noch vor den Europaparlamentswahlen im Mai 2014 über einen Rahmen für europaweiten Datenschutz entscheiden sollte. Andernfalls würde jede Initiative auf das Jahr 2015 vertagt. Die drei Länder konnten ihre Forderungen jedoch nicht durchsetzen. Die Verabschiedung einer EU-Datenschutzreform wurde schließlich auf „Ende 2014 oder Anfang 2015“ verschoben. Frankreichs Präsident François Hollande beklagte Verzögerungen durch die Europawahlen. Dieser Rückschlag für eine schärfere EU-Datenschutzverordnung wurde auch vom EU-Parlamentarier Manfred Weber (CSU) stark kritisiert: „Wir brauchen endlich politischen Willen für mehr Datenschutz.“
Zuvor waren schärfere Regeln in den Entwurf vom EU-Parlament eingebracht worden, u. a. mögliche Strafen in Milliardenhöhe für Internet-Unternehmen, die private Daten rechtswidrig an US-Geheimdienste weitergeben.
Die Staats- und Regierungschefs der 28 EU-Staaten betonten während des Treffens, dass die Beziehungen zu den USA auf „Respekt und Vertrauen“ beruhen müsse, was die Arbeit der Geheimdienste mit einschließe.

### EU-Flüchtlingspolitik
Neben dem NSA-Skandal wurde auch die EU-Flüchtlingspolitik diskutiert. Die Bürgermeisterin der italienischen Mittelmeerinsel Lampedusa forderte bei diesem ersten Gipfel nach der Flüchtlingskatastrophe von Lampedusa eine Reform der europäischen Flüchtlingspolitik.
Ein umsetzbares Ergebnis konnten die Regierungsvertreter aber nicht verabreden. Sie gaben nur eine Erklärung ab, in der die jüngsten Todesfälle im Mittelmeer bedauert, weitere Entscheidungen aber auf einen späteren Zeitpunkt verschoben wurden.
Die Teilnehmer erklärten, dass eine Arbeitsgruppe von den EU-Innenminister eingesetzt worden sei, um die europäischen Grenzschutzeinrichtungen wie Frontex und die Hilfsfonds für besonders betroffene Mitgliedstaaten besser zu nutzen. Der Abschlussbericht sollte bis Dezember 2013 vorliegen. Die Staats- und Regierungschefs sagten zu, im Sommer 2014 grundsätzlich über die künftige Asyl- und Einwanderungspolitik in Europa beraten zu wollen.

### Digitaler Binnenmarkt
Weitere Themen der Konferenz waren die digitale Wirtschaft sowie Innovation und Dienstleistungen. In der Abschlusserklärung vereinbarten die Teilnehmer: „Europa muss im Rahmen seiner Wachstumsstrategie digitale, datengesteuerte Innovationen in allen Wirtschaftszweigen fördern. Ein besonderes Augenmerk sollte auf die Verringerung der digitalen Kluft zwischen den Mitgliedstaaten gelegt werden. […] Um das Potenzial der digitalen Wirtschaft optimal zu nutzen, die Produktivität zu steigern und neue Wirtschaftstätigkeiten und qualifizierte Arbeitsplätze zu schaffen, benötigt Europa Investitionen und einen geeigneten Regelungsrahmen.“
Weiterhin verpflichteten sich die Staats- und Regierungschefs „zur Vollendung des digitalen Binnenmarkts bis 2015“, da eine Fragmentierung des Markts die vollständige Entfaltung des Potenzials der digitalen Wirtschaft verhindere. Die Mitgliedstaaten hatten außerdem auf eine dringende Verbesserung bei der Umsetzung der Dienstleistungsrichtlinie gepocht, um so die Öffnung der Dienstleistungsmärkte zu beschleunigen.
Der EU-Gipfel hatte hierzu die Kommission und den Rat beauftragt, jährlich Fortschrittsberichte über die nationalen Reformen im Dienstleistungsbereich vorzulegen. Die Kommission sollte im März 2014 Vorschläge einreichen.